# Otto Paschen
Otto Paschen (* 27. Juli 1873 in Düren; † 26. September 1947 in Köln) war Priester und Dompropst in Köln.
Nach dem Studium der Theologie in Bonn, welches er mit einem Dr. theol. abschloss, wurde Paschen am 2. Juli 1896 zum Priester geweiht und anschließend Kaplan an St. Laurentius in Elberfeld. Seit 1899 als Religionslehrer und 1900 auch Oberlehrer am Kaiser-Karls-Gymnasium in Aachen tätig, wurde er 1903 als Direktor an das Theologenkonvikt Leoninum nach Bonn berufen und wechselte von hier 1907 an das ebenfalls in Bonn gelegene Theologenkonvikt Albertinum als Direktor.
1912 ging er dann als Pfarrer nach St. Adalbert in Aachen und wurde 1918 auch Stiftsherr am Aachener Dom. Erzbischof Karl Joseph Schulte ernannte Paschen 1920 zum Generalvikariatsrat und Prosynodalrichter, womit seine Versetzung nach Köln verbunden war. Seit 1921 auch Mitglied des Kölner Domkapitels, wurde er 1922 zum Großpönitentiaren ernannt und erlangte 1930 im Domkapitel die Stellung eines Domdechanten, welche er jedoch bereits 1931 mit der des Dompropstes tauschte.